# Haimavata
Haimavata est une école ancienne du bouddhisme en Inde. Selon les sources, elle fait partie des dix-huit courants traditionnels ou des vingt. Son nom signifie: Habitants de l'Himalaya. Elle est la première à être devenue indépendante par rapport au courant sthaviravāda.